# Špigelski Breg
Špigelski Breg falu Horvátországban Zágráb megyében. Közigazgatásilag Jasztrebarszkához tartozik.

## Fekvése
Zágrábtól 33 km-re délnyugatra, községközpontjától 8 km-re északnyugatra, a Plešivica-hegység egyik magaslatán fekszik.

## Története
A falunak 1857-ben 71, 1910-ben 51 lakosa volt. 1900-ig Goli Vrh volt a hivatalos neve. Trianon előtt Zágráb vármegye Jaskai járásához tartozott. A második világháborúig Gorica Svetojanska község része volt. A háború előtt még 14 család lakta, a legtöbben a Špigelski vezetéknevűek voltak, rajtuk kívül még a Gvozdanović és Skupnik családok éltek itt. Többségük mezőgazdasággal foglalkozott. A faluban nem volt áram és víz sem, melyet a közeli forrásokból hordtak. A lakosság csökkenéséhez az áram hiánya mellett a földek rossz minősége vezetett. 1961-ben még 18 lakosa volt, 1964-óta állandó lakossága megszűnt, utolsó lakói Nikola és Juraj Špigelski voltak. Egykori lakói a hegy alatti Gorica és Draga Svetojanska falvakba költöztek.

## Lakosság
| Lakosság változása | Lakosság változása | Lakosság változása | Lakosság változása | Lakosság változása | Lakosság változása | Lakosság változása | Lakosság változása | Lakosság változása | Lakosság változása | Lakosság változása | Lakosság változása | Lakosság változása | Lakosság változása | Lakosság változása |
| ------------------ | ------------------ | ------------------ | ------------------ | ------------------ | ------------------ | ------------------ | ------------------ | ------------------ | ------------------ | ------------------ | ------------------ | ------------------ | ------------------ | ------------------ |
| 1857               | 1869               | 1880               | 1890               | 1900               | 1910               | 1921               | 1931               | 1948               | 1953               | 1961               | 1971               | 1981               | 1991               | 2001               |
| 71                 | 64                 | 67                 | 66                 | 56                 | 51                 | 45                 | 41                 | 35                 | 33                 | 18                 | 0                  | 0                  | 0                  | 0                  |

## Külső hivatkozások
- Jasztrebaszka város hivatalos oldala
- Sveta Jana honlapja